# Džankoj
Džankoj (in russo ed ucraino: Джанкóй; in tataro di Crimea Canköy) è una città della Crimea di 37.014 abitanti al 2021.

## Geografia fisica
La cittadina di Džankoj, da leggersi Giancói secondo la traslitterazione in lingua italiana, è posta nella parte settentrionale della penisola di Crimea, a circa 90 km a nord di Sinferopoli, capoluogo della repubblica di Crimea, nelle vicinanze del canale della Crimea settentrionale.
La città, che coincide col comune di Džankoj, funge da centro amministrativo del distretto omonimo. Due linee ferroviarie, Kharkov-Sebastopoli ed Armyansk-Kerč, passano attraverso Džankoj.

## Storia
Džankoj, il cui toponimo significa in lingua tatara di Crimea «nuovo villaggio», è stata menzionata per la prima volta nella storia nell'anno 1855.
A quell'epoca si stabilirono nella zona di Džankoj molti coloni tedeschi, e con la costruzione della linea ferroviaria per Feodosia, il paese ebbe uno sviluppo notevole, tanto che nel 1926, la località è stata elevata con statuto al rango di città.

## Società

### Evoluzione demografica
L'andamento demografico mostra che, fin dalla fondazione del villaggio nel 1805, la popolazione della città è stata costantemente in crescita, sia ai tempi della Russia imperiale che nell'era sovietica, raggiungendo il numero massimo di abitanti alla dissoluzione dell'Unione Sovietica, per poi raggiungere i minimi storici durante l'amministrazione ucraina, allorché Džankoj ha perso il 25% della sua popolazione.
Censimenti e stime della popolazione:
| Anno | Abitanti |
| ---- | -------- |
| 1805 | 173      |
| 1926 | 8 310    |
| 1939 | 19 576   |
| 1970 | 43 000   |
| 1989 | 53 464   |
| 2001 | 42 861   |
| 2012 | 36 176   |
| 2013 | 36 086   |

### Nazionalità
Nel corso del XX secolo, la ripartizione etnica della popolazione di Džankoj è stata profondamente modificata:
|                  | Censimento del 1926 | Censimento del 2001 |
| ---------------- | ------------------- | ------------------- |
| Russi            | 67,4 %              | 59,8 %              |
| Ebrei            | 11,2 %              | —                   |
| Ucraini          | —                   | 25,9 %              |
| Tatari di Crimea | 3,9 %               | 8,1 %               |